# Tubule
En biologie, un tubule est un terme générique désignant un petit tube ou une structure similaire. Plus spécifiquement, tubule peut vouloir dire : 
- un petit tube ou une structure fistulaire
- un minuscule tube aligné avec un épithélium glandulaire[1]
- un structure de forme cylindrique et creuse
- un minuscule canal que l'on retrouve dans de nombreuses structures ou organes du corps[2]
- un canal anatomique de forme élongée et fine[3]